# Đỗ Bá Tỵ
Đỗ Bá Tỵ (sinh ngày 1 tháng 12 năm 1954) là Đại tướng Quân đội nhân dân Việt Nam và chính khách người Việt Nam. Ông nguyên là Phó Chủ tịch Quốc hội khóa XIV phụ trách quốc phòng - an ninh, Ủy viên Ủy ban Thường vụ Quốc hội và là đại biểu quốc hội Việt Nam khóa XIV nhiệm kỳ 2016–2021 thuộc đoàn đại biểu quốc hội tỉnh Lào Cai. Ông từng là Tổng Tham mưu trưởng Quân đội nhân dân Việt Nam, Thứ trưởng Bộ Quốc phòng (2010–2016). Trong Đảng Cộng sản Việt Nam, ông nguyên là Ủy viên Đảng đoàn Quốc hội, nguyên Ủy viên Ban Chấp hành Trung ương Đảng Cộng sản Việt Nam khóa XII, nguyên Chủ tịch Nhóm Nghị sỹ hữu nghị Việt - Trung.

## Thân thế
Đỗ Bá Tỵ sinh ngày 1 tháng 12 năm 1954 tại xã Tân Lập, huyện Đan Phượng, thành phố Hà Nội. Năm 15 tuổi ông theo gia đình đi kinh tế mới tại huyện Đoan Hùng, tỉnh Phú Thọ.
Quê quán: Xã Tân Lập, huyện Đan Phượng, thành phố Hà Nội.
Ông có con rể đầu là Trung tướng Nguyễn Hồng Thái - UV BCH TW Đảng Khóa XIII, Tư lệnh Quân Khu 1. Con rể thứ hai là Đại tá Nguyễn Hải Anh - Sư đoàn trưởng Sư đoàn 308, Quân đoàn 12

## Binh nghiệp
Ngày vào Đảng: 31/03/1974.
Ngày chính thức: 31/03/1975.
Năm 1972, ông nhập ngũ vào Quân đội nhân dân Việt Nam.
5/1972 - 7/1973: Chiến sỹ thuộc Tiểu đoàn 9, Tiểu đoàn 4 - Trung đoàn 246.
8/1973 - 5/1976: Tiểu đội trưởng, Trung đội trưởng thuộc Trung đoàn 28 - Sư đoàn 10 - Quân đoàn 3.
6/1976 - 8/1979: Đại đội trưởng, Phó Tiểu đoàn trưởng, Tiểu đoàn trưởng Tiểu đoàn 1, Trợ lý Tác chiến, Phó Tham mưu trưởng thuộc Trung đoàn 28 - Sư đoàn 10 - Quân đoàn 3 chiến đấu tại Campuchia.
9/1979 - 8/1982: Học viên Học viện Lục quân - Bộ Quốc phòng.
9/1982 - 4/1983: Phó Trung đoàn trưởng - Tham mưu trưởng Trung đoàn 752 - Sư đoàn 355- Quân đoàn 29 - Binh đoàn Sông Thao - Quân khu 2 (đã giải thể).
5/1983 - 8/1987: Phó Trung đoàn trưởng - Tham mưu trưởng, Trung đoàn trưởng Trung đoàn 192 - Sư đoàn 355 - Quân đoàn 29 - Quân khu 2.
9/1987 - 4/1988: Phó Trưởng phòng Tác chiến Quân đoàn 29 - Quân khu 2.
5/1988 - 6/1989: Phó Sư đoàn trưởng - Tham mưu trưởng Sư đoàn 345 - Quân đoàn 29 - Quân khu 2.
7/1989 - 8/1992: Phó Sư đoàn trưởng, Phó Sư đoàn trưởng - Tham mưu trưởng Sư đoàn 313 - Quân đoàn 29 - Quân khu 2.
9/1992 - 7/1994: Học viên Chỉ huy Tham mưu cao cấp, Học viện Quân sự cấp cao- Bộ Quốc phòng (nay là Học viện Quốc phòng Việt Nam).
8/1994 - 11/1996: Sư đoàn trưởng Sư đoàn 355 - Quân khu 2.
12/1996 - 02/1999: Chỉ huy trưởng Bộ Chỉ huy Quân sự tỉnh Phú Thọ - Quân khu 2, Đại biểu Quốc hội khóa X.
03/1999 - 7/1999: Học viên Học viện Chính trị Quân sự - Bộ Quốc phòng.
8/1999 - 01/2000: Chỉ huy trưởng Bộ Chỉ huy Quân sự tỉnh Phú Thọ- Quân khu 2.
02/2000 - 11/2000: Phó Tham mưu trưởng Quân khu 2.
12/2000 - 4/2001: Phó Tư lệnh Quân khu 2.
Năm 2001, ông giữ chức Phó Tư lệnh kiêm Tham mưu trưởng Quân khu 2, hàm Thiếu tướng.
5/2001 - 01/2007: Phó Tư lệnh - Tham mưu trưởng Quân khu 2.
Tháng 1 năm 2006, ông được bầu làm Ủy viên Ban Chấp hành Trung ương Đảng Cộng sản Việt Nam khóa X.
Ngày 7 tháng 2 năm 2007, ông được Thủ tướng Nguyễn Tấn Dũng bổ nhiệm giữ chức Tư lệnh Quân khu 2, hàm Trung tướng, thay cho Trung tướng Ma Thanh Toàn.
02/2007 - 10/2010: Tư lệnh Quân khu 2.
Ngày 22 tháng 10 năm 2010, ông được bổ nhiệm làm Thứ trưởng Bộ Quốc phòng Việt Nam.
Sau khi Thượng tướng Nguyễn Khắc Nghiên qua đời, ngày 22 tháng 12 năm 2010, ông được Chủ tịch nước bổ nhiệm giữ chức vụ Tổng Tham mưu trưởng Quân đội nhân dân Việt Nam.
12/2010 - 3/2016: Tổng tham mưu trưởng - Thứ trưởng Thường trực Bộ Quốc phòng.
Tháng 1 năm 2011 tại Đại hội đại biểu toàn quốc lần thứ XI của Đảng Cộng sản Việt Nam ông được bầu lại làm Ủy viên Ban Chấp hành Trung ương Đảng Cộng sản Việt Nam khóa XI.
Tháng 5 năm 2011, ông được bầu vào Quốc hội Việt Nam khóa XIII tại đơn vị bầu cử là tỉnh Điện Biên.
Ngày 5 tháng 12 năm 2011, ông được Chủ tịch nước Trương Tấn Sang phong quân hàm Thượng tướng cùng với 8 tướng lĩnh cấp cao khác của Bộ Quốc phòng và Bộ Công an.
Ngày 5 tháng 10 năm 2015 ông được Chủ tịch nước Trương Tấn Sang phong quân hàm Đại tướng. Cùng được phong quân hàm Đại tướng với ông trong ngày này còn có ông Ngô Xuân Lịch.
Tại Đại hội đại biểu toàn quốc lần thứ XII của Đảng Cộng sản Việt Nam (tháng 1 năm 2016) ông là một trong bốn trường hợp quá tuổi, được BCH Trung ương Đảng khóa XI giới thiệu để tái cử và được bầu lại vào BCH Trung ương Đảng khóa XII.
Ngày 5 tháng 4 năm 2016 tại Kỳ họp thứ 11 Quốc hội khóa XIII, ông được bầu giữ chức Phó Chủ tịch Quốc hội phụ trách quốc phòng - an ninh.
Ngày 27 tháng 4 năm 2016, ông được Thủ tướng Chính phủ Nguyễn Xuân Phúc ký quyết định thôi giữ chức Thứ trưởng Bộ Quốc phòng để nhận nhiệm vụ mới.
Tháng 5 năm 2016, ông tiếp tục được bầu vào Quốc hội Việt Nam khóa XIV tại đơn vị bầu cử là tỉnh Lào Cai.
Tháng 7 năm 2016 tại Kỳ họp thứ 1 Quốc hội khóa XIV, ông được bầu giữ chức Phó Chủ tịch Quốc hội phụ trách quốc phòng - an ninh.
Tháng 7 năm 2021, ông thôi chức vụ Phó Chủ tịch Quốc hội và nghỉ hưu theo chế độ từ ngày 1 tháng 12 năm 2021.

## Khen thưởng
- Huân chương Độc lập hạng Nhất.[11]
- 02 Huân chương Chiến công hạng Nhất.[12]
- 02 Huân chương Chiến công hạng Nhì.
- Huân chương Kháng chiến hạng Nhì.
- Huân chương Kháng chiến hạng Ba.
- Huân chương Chiến công giải phóng hạng Nhất.
- Huân chương Chiến công giải phóng hạng Nhì.
- Huân chương Chiến công giải phóng hạng Ba.
- Huân chương Chiến sĩ giải phóng hạng Nhì (1974).
- Huy chương Quân kỳ quyết thắng.
- Huân chương Chiến sĩ vẻ vang hạng Nhất, Nhì, Ba.
- Huân chương Hiệp sĩ bội tinh Đệ Nhất của Hoàng gia Thái Lan.[13]
- Huân chương Đại đoàn kết dân tộc

## Lịch sử thụ phong quân hàm
| Cấp bậc | Đại úy | Thiếu tá | Trung tá | Thượng tá | Đại tá | Thiếu tướng | Trung tướng | Thượng tướng | Đại tướng |  |  |  |  |  |  |  |  |
|         |        |          |          |           |        |             |             |              |           |  |  |  |  |  |  |  |  |